# 桑木彧雄
桑木 彧雄（くわき あやお、1878年9月9日 - 1945年5月16日）は、日本の物理学者、科学史家。
東京生まれ。東京帝国大学物理学科卒。同大学理科大学講師、ついで助教授、1907年明治専門学校教授、1914年九州帝国大学教授、1938年松本高等学校校長、1941年創立された日本科学史学会の初代会長となる。日本人として初めてアインシュタインに会い、相対性理論を広めた。

## 著書
- 『験糖器之説明』 東京税務管理局 1902.5
- 『普通力学』 高岡書店 1908.7
- 『物理学序論』 下出書店 1921
- 『絶対と相対』 下出書店 1921
- 『物理学と認識』 改造社 1922
- 『アインシュタイン伝』 改造社 1934 偉人伝全集
- 『中等物理学教科書』 三省堂 1935
- 『Western sciences in later Tokugawa period』 日本文化中央聯盟 1942
- 『科学史考』 河出書房 1944
- 『黎明期の日本科学』 弘文堂書房 1947

## 翻訳
- 『物理学 ローレンツ』 長岡半太郎共訳 冨山房 1913
- 『アインスタイン相対性原理講話』 池田芳郎共訳 岩波書店 1921

## 親族
- 兄：桑木厳翼。哲学者
- 子：桑木務。哲学者
- 従弟：桑木崇明。陸軍中将

| 学職          | 学職                               | 学職            |
| ------------- | ---------------------------------- | --------------- |
| 先代 （新設） | 日本科学史学会会長 1941年 - 1945年 | 次代 小倉金之助 |